# Abraxas flavofasciata
Abraxas flavofasciata là một loài bướm đêm trong họ Geometridae.